# Репер (аффинная геометрия)
Репе́р (от фр. repère — знак, исходная точка) или точечный базис (иногда слово «точечный» опускается) аффинного пространства — обобщение понятия базиса для аффинных пространств. 
Репер аффинного пространства {\displaystyle A}, ассоциированного с векторным пространством {\displaystyle V} размерности {\displaystyle n}, представляет собой совокупность точки {\displaystyle O\in A} (начала координат) и упорядоченного набора из {\displaystyle n} линейно независимых векторов {\displaystyle e_{1},\ldots ,e_{n}\in V} (то есть базиса в {\displaystyle n}-мерном векторном пространстве {\displaystyle V}).
Это эквивалентно заданию упорядоченного набора из {\displaystyle n+1} аффинно независимых точек {\displaystyle O,P_{1},\ldots ,P_{n}\in A}. В этом случае, очевидно, векторы {\displaystyle e_{1}={\vec {OP_{1}}},\ldots ,e_{n}={\vec {OP_{n}}}}.
Координатами точки {\displaystyle X\in A} относительного репера {\displaystyle (O;e_{1},\ldots ,e_{n})} называются координаты вектора {\displaystyle {\vec {OX}}} относительно базиса {\displaystyle e_{1},\ldots ,e_{n}}. Точно так же, как при выборе базиса в векторном пространстве любой вектор этого пространства задается своими координатами, любая точка аффинного пространства задается своими координатами относительного выбранного репера. Если относительно репера {\displaystyle (O;e_{1},\ldots ,e_{n})} точка {\displaystyle X\in A} обладает координатами {\displaystyle (x_{1},\ldots ,x_{n})}, а точка {\displaystyle Y\in A} — координатами {\displaystyle (y_{1},\ldots ,y_{n})}, то вектор {\displaystyle {\vec {XY}}} имеет относительно базиса {\displaystyle e_{1},\ldots ,e_{n}} координаты {\displaystyle (y_{1}-x_{1},\ldots ,y_{n}-x_{n}).}
Репер {\displaystyle (O;e_{1},\ldots ,e_{n})} называется ортогональным (ортонормированным), если соответствующий ему базис {\displaystyle e_{1},\ldots ,e_{n}} является ортогональным (ортонормированным).